# Wilson Vaz
Wilson Vaz de Oliveira, ou simplesmente Wilson Vaz (Santos, 9 de dezembro de 1929 - São Paulo, 28 de Maio de 1995), foi um humorista, ator e roteirista brasileiro que teve uma longa carreira artística de mais de 50 anos em rádio, teatro, cinema e televisão. 

## Carreira
Iniciou na vida artística aos 13 anos de idade, em 1942, fazendo parte da equipe dirigida por Armando Rosas, no programa de rádio "Melodrama no Ar". Em 1961, recebeu o Prêmio Denner Médici como melhor humorista do Litoral Sul do Estado de São Paulo. Em 1961 recebeu o Troféu Paulo Mansur como melhor comediante do ano: Rádio Cultura de Santos e Rádio Cultura de São Vicente. No mesmo ano recebeu o prêmio da Rádio Clube de Santos como melhor humorista. Em 1962 recebeu o Troféu M. Nascimento Júnior do jornal A Tribuna, de Santos.
Como redator e roteirista criou vários personagens para vários atores e comediantes. O mais conhecido, interpretado por ele próprio, foi "O Saco do Pobre", do programa A Praça é Nossa. Escreveu e atuou em programas de rádio de quase todas as emissoras de Santos.  Ingressou na Rádio Nacional de São Paulo (Organizações Victor Costa) pelas mãos do amigo Canarinho, em um programa de Manoel de Nóbrega, com quem trabalhou também na TV Paulista. Trabalhou na televisão como ator e roteirista de programas.

## Filmografia

### Roteirista
- Moacyr Franco Show
- Chico Anysio Show
- Deu a Louca no Show
- Domingo é Dia de Graça
- Programa Raul Gil
- Faça Humor, não Faça Guerra
- Planeta dos Homens
- Satyricon
- Os Trapalhões
- A Escolinha do Professor Raimundo
- A Praça é Nossa
- Praça da Alegria [1]

- Bronco

### Ator
- A Espiã Que Entrou em Fria, com Carmen Verônica e Agildo Ribeiro. No teatro esteve em peças como As Garotas da Banda, O Que é Que a Boneca Tem, com Consuelo Leandro, e As Gigoletes.

## Falecimento
O humorista foi internado diversas vezes devido a complicações relacionadas ao diabetes. Após 60 dias na UTI, Wilson Vaz faleceu dia 28 de maio de 1995, aos 66 anos.
1. ↑  «Praça da Alegria». memoriaglobo. Consultado em 9 de junho de 2025